# Ruellia blanchetiana
Ruellia blanchetiana är en akantusväxtart som först beskrevs av Stefano Moricand, och fick sitt nu gällande namn av Gustav Lindau. Ruellia blanchetiana ingår i släktet Ruellia och familjen akantusväxter. Inga underarter finns listade i Catalogue of Life.